# Eumorpha neuburgeri
Espèce
Eumorpha neuburgeri est une espèce d'insectes lépidoptères de la famille des Sphingidae, sous-famille des Macroglossinae, de la tribu des Philampelini et du genre Eumorpha.

## Description
L' envergure varie de 98 à 106 mm. La marge externe de l'aile antérieure est légèrement crénelée. La face dorsale de l'aile antérieure ressemble à celles de  Eumorpha anchemolus et de Eumorpha triangulum mais se distingue des deux par une bande abdominale dorsale plus-ou-moins parallèle et grossière.

## Distribution
L'espèce se rencontre en Argentine et en Bolivie.

## Biologie
Les adultes volent de fin novembre à début décembre en Argentine.

## Systématique
L'espèce Eumorpha  neuburgeri a été décrite par les entomologistes britanniques Lionel Walter Rothschild et Heinrich Ernst Karl Jordan, en 1903, sous le nom initial de Pholus neuburgeri.

### Synonymie
- Pholus neuburgeri Rothschild & Jordan, 1903 Protonyme.